# Sirkeci
Sirkeci (ejtsd: [szirkedzsi]) Isztambul egyik városrésze, mely korábban Eminönü, ma Fatih kerületében található. A városrész leghíresebb épülete a Sirkeci pályaudvar, mely az Orient Expressz végállomása volt.
Sirkeciben számos szolgáltatással várják a turistákat, rengeteg szálloda, hagyományos török vendéglő, kézműves műhely, idegen nyelvű könyvesbolt, turistairoda, irodaház és apró üzlet található itt. A látnivalók közül kiemelkedik a Hagia Szophia, a Kék mecset és a Topkapı palota.

## Közlekedés
Sirkeci a régi városrész egyik közlekedési csomópontja, nem csak a Sirkeci pályaudvar miatt, Sirkeci állomása például az egyik villamosvonalnak, az T1-nek és kompkikötő is van a területén. Az Európából érkező két fő vasútvonal, a szaloniki és a bukaresti végállomása a Sirkeci pályaudvar. A Marmaray alagút a Boszporusz alatt köti össze Sirkecit a város ázsiai oldalával.